# مات تايلور (لاعب كرة قدم)
مات تايلور (30 يناير 1982 في المملكة المتحدة - ) (بالإنجليزية: Matt Taylor)‏ هو لاعب كرة قدم بريطاني في مركز الدفاع. لعب مع برادفورد سيتي وتشارلتون أثلتيك وكولتشستر يونايتد ونادي إكزتر سيتي ونادي إيفرتون ونيوبورت كونتي ونادي هاليفاكس تاون وماتلوك تاون ‏ ونادي بارسكو وHucknall Town F.C. ‏ ونادي باث سيتي ونادي جيزيلي ‏ وTeam Bath F.C. ‏ ونادي تشيلتنهام تاون لكرة القدم وRossendale United F.C. ‏.

## وصلات خارجية
- مات تايلور على موقع قاعدة بيانات كرة القدم.إي يو (الإنجليزية)
- مات تايلور على موقع Soccerbase.com (لاعب) (الإنجليزية)